# Clarence Love (Footballspieler)
Clarence Eugene Love (* 16. Juni 1976 in Jackson, Michigan) ist ein ehemaliger US-amerikanischer American-Football-Spieler. Er spielte sieben Saisons auf der Position des Defensive Backs in der National Football League (NFL).

## Karriere
Im NFL Draft 1998 wurde Love als 116. Spieler in der vierten Runde von den Philadelphia Eagles ausgewählt. Für die Eagles spielte er in sechs Spielen. Während der Offseason 1999 schickten ihn die Eagles in die NFL Europe zu den Frankfurt Galaxy. Dort war er Starting-Cornerback und gewann mit diesen den World Bowl. Am 5. September 1999 entließen die Eagles Love.
Am 23. September 1999 verpflichteten die Jacksonville Jaguars Love für ihren Practice Squad. Dort verbrachte er zwei Monate, ehe er entlassen wurde. Im Dezember 1999 verpflichteten die Baltimore Ravens Love für ihren Practice Squad. In der Saison 2000 war er die gesamte Zeit im 53-Mann-Kader der Ravens, spielte jedoch nur ein Spiel. Mit den Ravens gewann er in dieser Saison den Super Bowl XXXV. Nach der Saison zog er sich für eine Saison aus der NFL zurück.
Vor Beginn der Saison 2002 verpflichteten ihn die Oakland Raiders als Free Agent. Zum Ende der Regular Season wurde Love zum Starter, nachdem sich Charles Woodson verletzt hatte. In derselben Saison erreichte er mit den Raiders den Super Bowl XXXVII, welchen sie jedoch verloren. Vor Beginn der Saison 2004 platzierten ihn die Raiders auf der Injured Reserve List.

## Probleme mit dem Gesetz
2001 wurde Love zusammen mit seinem Teamkollegen Chris McAlister am Flughafen Las Vegas festgenommen, nachdem sie mit einer Flugbegleiterin in einen Streit um die Sitzverteilung geraten waren. 2008 wurde er festgenommen, nachdem Polizeibeamte ihn dabei beobachteten, wie er eine am Boden liegende Person gegen den Kopf trat. Love gab an, aus Notwehr gehandelt zu haben, da er einen Freund aus einem Kampf befreien wollte. Im Oktober 2015 wurde er zu 180 Tagen Haft verurteilt, nachdem er mit Marihuana erwischt worden war.